# Liste d'espèces et de genres de cétacés éteints
La liste des cétacés éteints présente les genres éteints et les espèces de l'ordre des cétacés. Les cétacés (les baleines, les dauphins et les marsouins) sont descendants de mammifères terrestres, les artiodactyles. Ces premiers cétacés deviennent progressivement mieux adaptés pour la natation que pour la marche sur la terre, évoluant finalement vers des cétacés entièrement marins.
Cette liste comprend actuellement uniquement les genres et les espèces fossiles. Cependant, la population atlantique des baleines grises (Eschrichtius robustus) est devenue éteinte au XVIIIe siècle, et le dauphin de Chine ou baiji (ou le dauphin de la rivière chinoise, Lipotes vexillifer) a été déclaré  « fonctionnellement éteinte » après qu'une expédition à la fin de 2006 n'a réussi à trouver aucun individu de l'espèce dans le fleuve Yang-Tsé.

## Sous-ordre desArchaeoceti

### Famille desAmbulocetidae

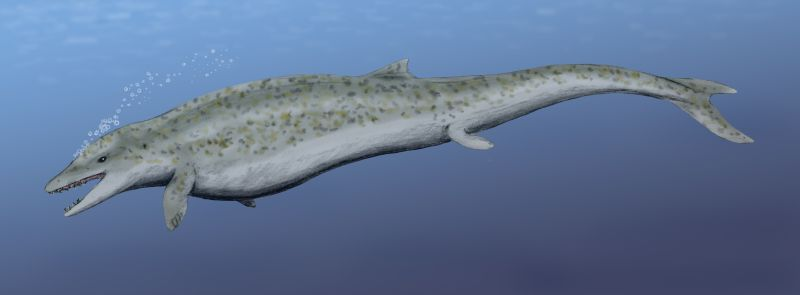
Dorudon

(Éocène)
- Ambulocetus
- Himalayacetus
- Gandakasia

### Famille desBasilosauridae

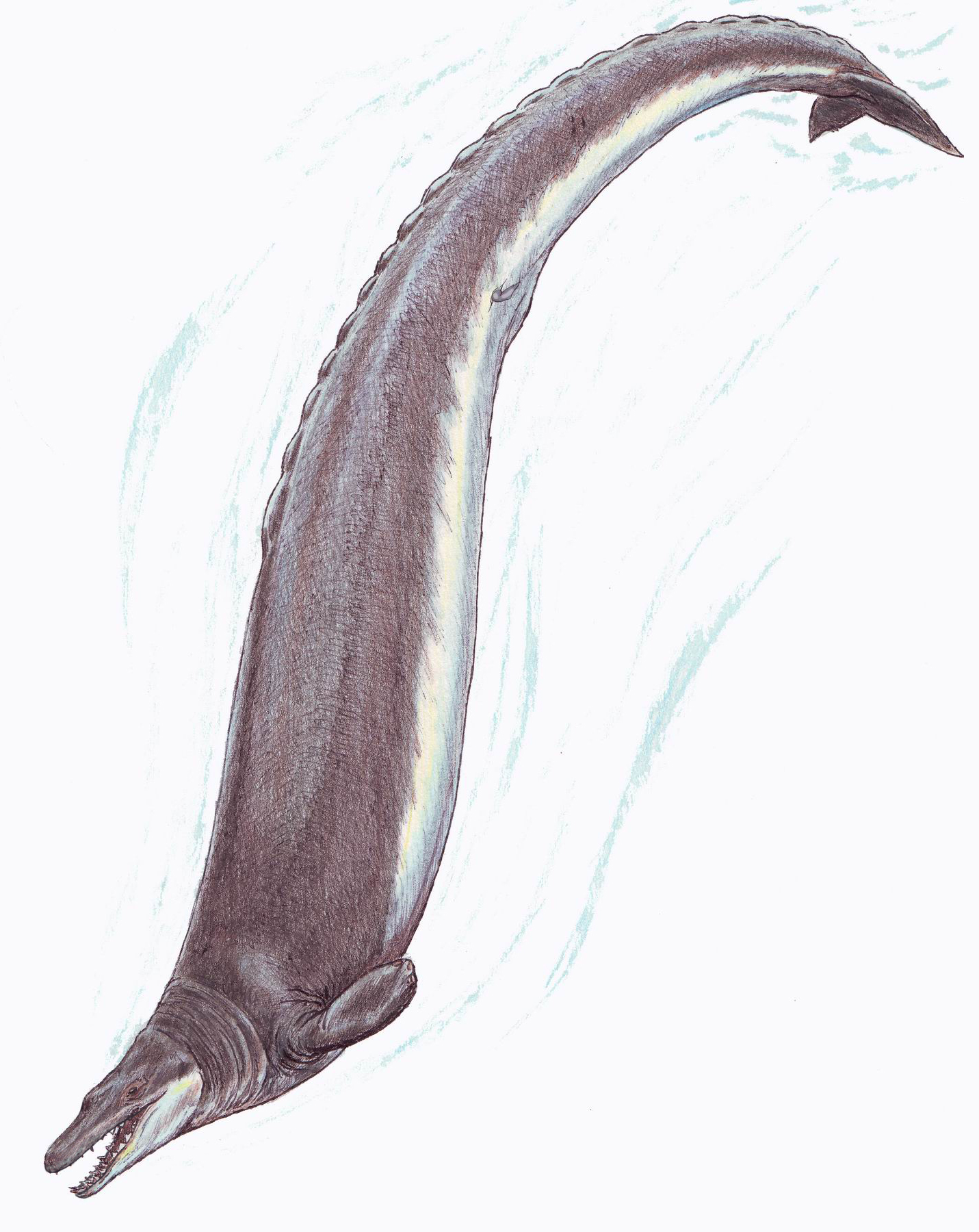
Basilosaurus cetoides (reconstitution)

(Éocène supérieur)
- Basilosaurinae
  - Basilosaurus
  - Basiloterus
  - Eocetus
  - Perucetus
  - Platyosphys
- Dorudontinae
  - Ancalecetus
  - Chrysocetus
  - Cynthiacetus
  - Dorudon
  - Masracetus
  - Ocucajea
  - Saghacetus
  - Supayacetus
  - Zygorhiza
- Stromeriinae
  - Stromerius[1]

### Famille desKekenodontidae
(Oligocène)
- Kekenodon
- Phococetus

### Famille desPakicetidae

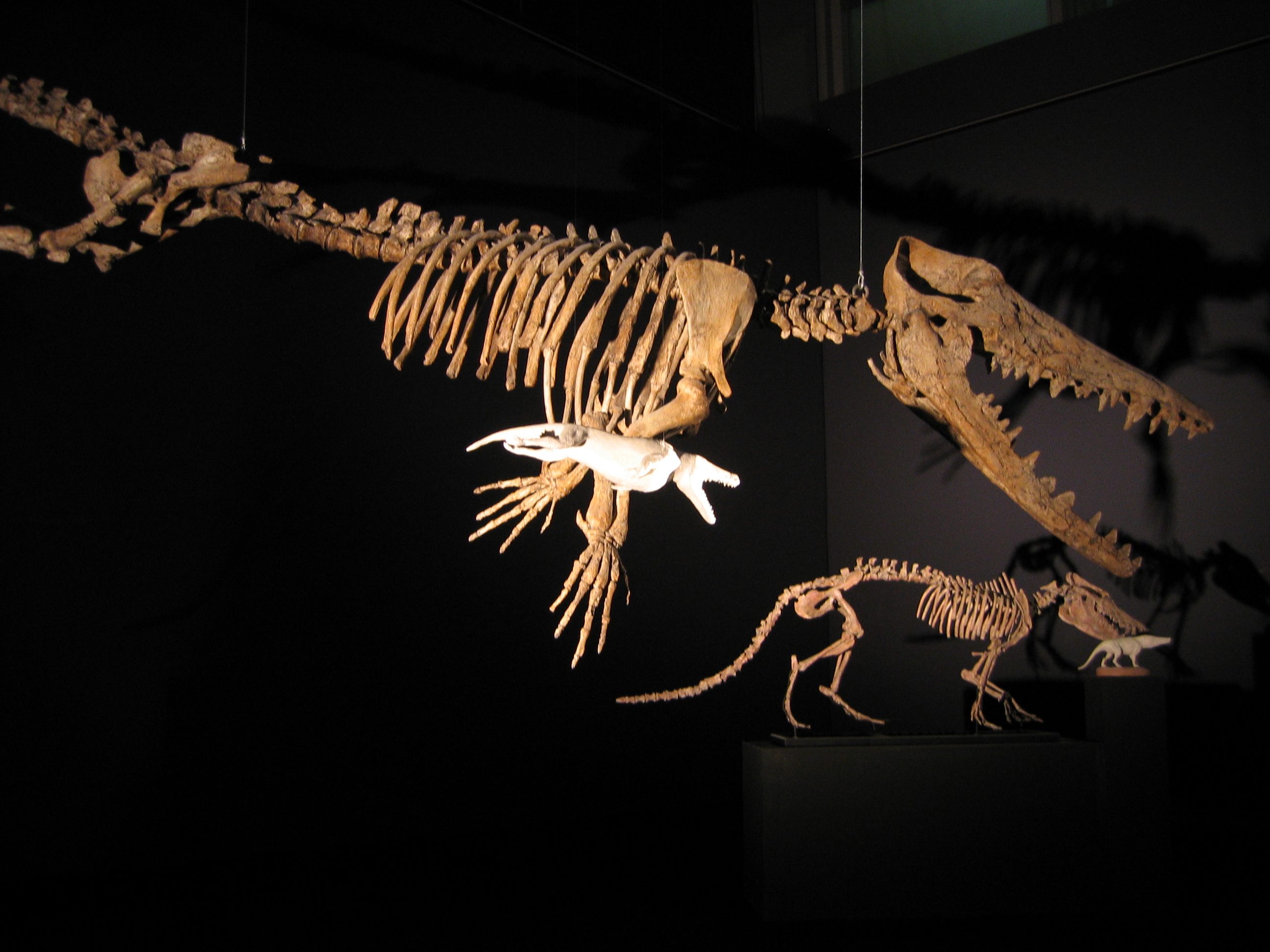
Squelette dAmbulocetus à l'avant-plan et de Pakicetus derrière.

(Éocène inférieur à Éocène moyen)
- Gandakasia
- Pakicetus
- Nalacetus
- Ichthyolestes

### Famille desProtocetidae

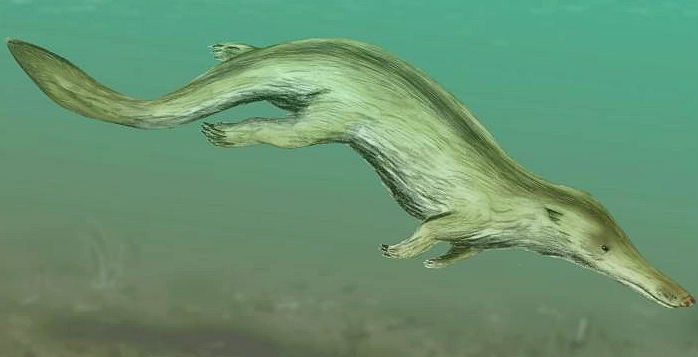
Kutchicetus minimus (reconstitution)

(Éocène)
- Georgiacetinae
  - Babiacetus
  - Carolinacetus
  - Georgiacetus
  - NatchitochiaSquelette de Maiacetus
  - Pappocetus
  - Pontobasileus
- Makaracetinae
  - Makaracetus
- Protocetinae
  - Aegyptocetus
  - Artiocetus[2]
  - Crenatocetus
  - Dhedacetus[3]
  - Gaviacetus

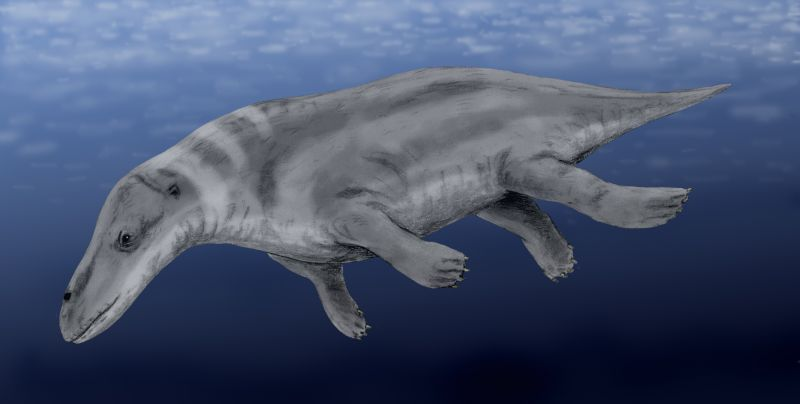
Rhodocetus kasrani (reconstitution)

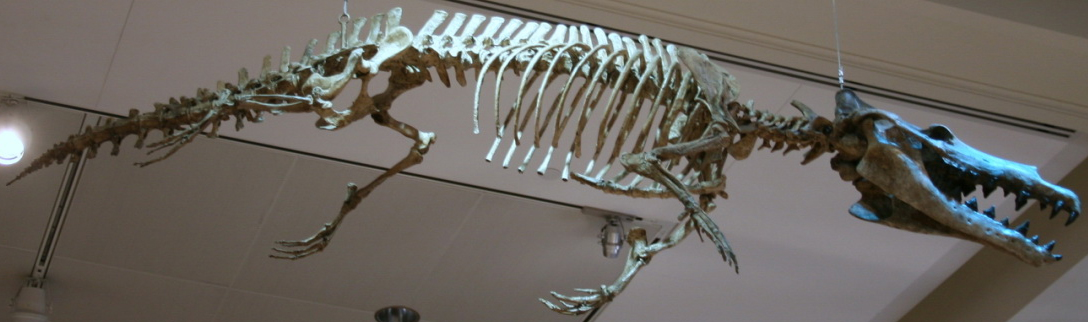
Squelette de Maiacetus

  - IndocetusKutchicetus minimus (reconstitution)
  - Kharodacetus[3]
  - Maiacetus
  - Protocetus
  - Qaisracetus
  - Rodhocetus
  - Takracetus
  - Togocetus[4]

### Famille desRemingtonocetidae
(Éocène)
- Andrewsiphius
- Attockicetus
- Dalanistes
- Kutchicetus
- Rayanistes[5]
- Remingtonocetus

## Sous-ordre desMysticeti

### Famille desAetiocetidae

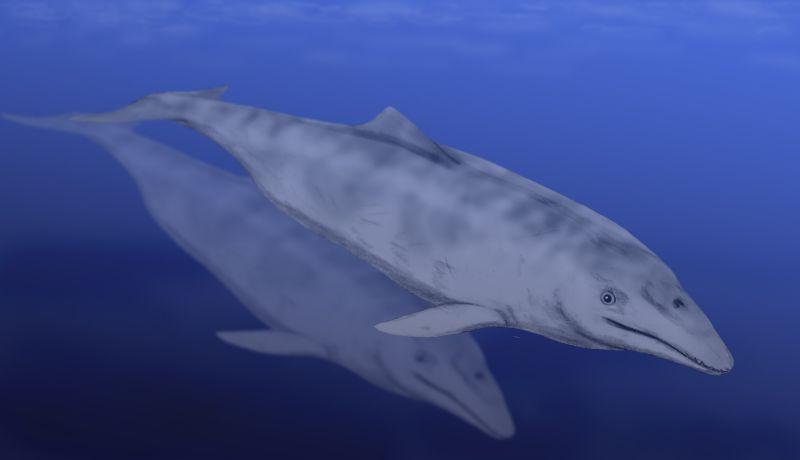
Aetiocetus (reconstitution).

(Oligocène)
- Aetiocetus
- Ashorocetus
- Chonecetus
- Fucaia[6]
- Morawanocetus
- Willungacetus

### Famille desLlanocetidae
(Éocène supérieur et Oligocène)
- Llanocetus
- Mystacodon (anciennement rattaché aux Mystacodontidae[7])

### Famille desMammalodontidae

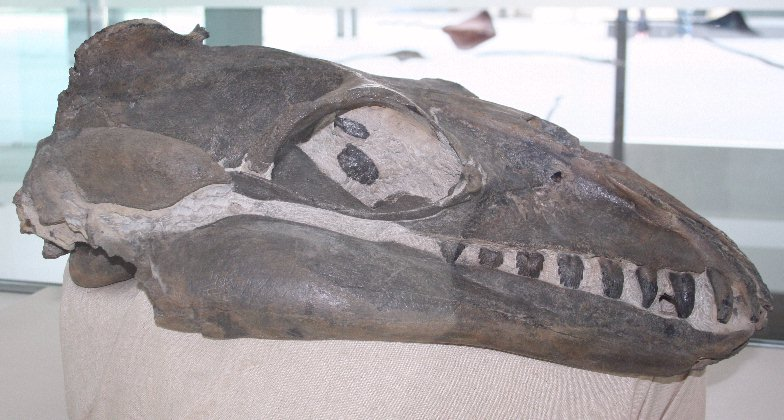
Janjucetus hunderi.

(synonyme junior des Janjucetidae)
(Oligocène supérieur)
- Janjucetus
- Mammalodon

### Famille desMystacodontidae
(Éocène supérieur)
Ancienne famille monotypique du genre Mystacodon aujourd'hui rattaché aux Llanocetidae.

### Clade desChaeomysticeti

#### Super-famille desEomysticetoidea

##### Famille desCetotheriopsidae
(Oligocène à Miocène)
- Cetotheriopsis

##### Famille desEomysticetidae
(Oligocène)
- Eomysticetus
- Matapanui
- Micromysticetus
- Tohoraata
- Tokarahia
- Waharoa
- Yamatocetus

#### Super-famille desBalaenoidea

##### Famille desBalaenidae
(Oligocène à Actuel)
- Balaena
  - Balaena affinis
  - Balaena arcuata
  - Balaena larteti
  - Balaena macrocephalus
  - Balaena montalionis
  - Balaena ricei
- Balaenella
- Balaenotus
- Balaenula
- Eubalaena (extant)
  - Eubalaena ianitrix
  - Eubalaena shinshuensis
- Idiocetus
- Morenocetus
- Peripolocetus
- Protobalaena

##### Famille desNeobalaenidae
(Miocène à Actuel)
- Miocaperea

#### Clade desThalassotherii
- Cetotheriomorphus
- Heterocetus
- Isocetus
- Notiocetus
- Palaeobalaena
- Rhegnopsis

##### Famille desCetotheriidae
(Miocène à Pliocène)
Classification selon Steeman en 2007.

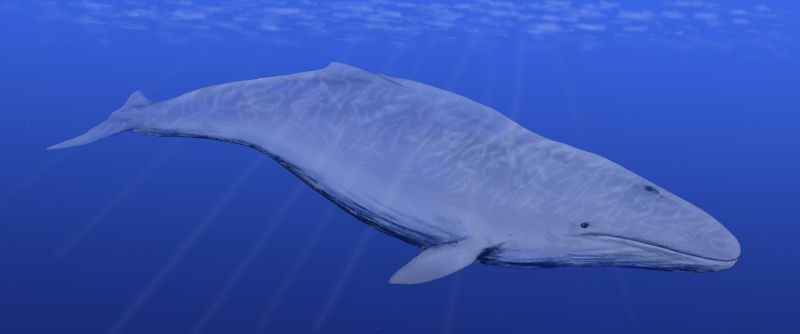
Cetotherium, (reconstitution).

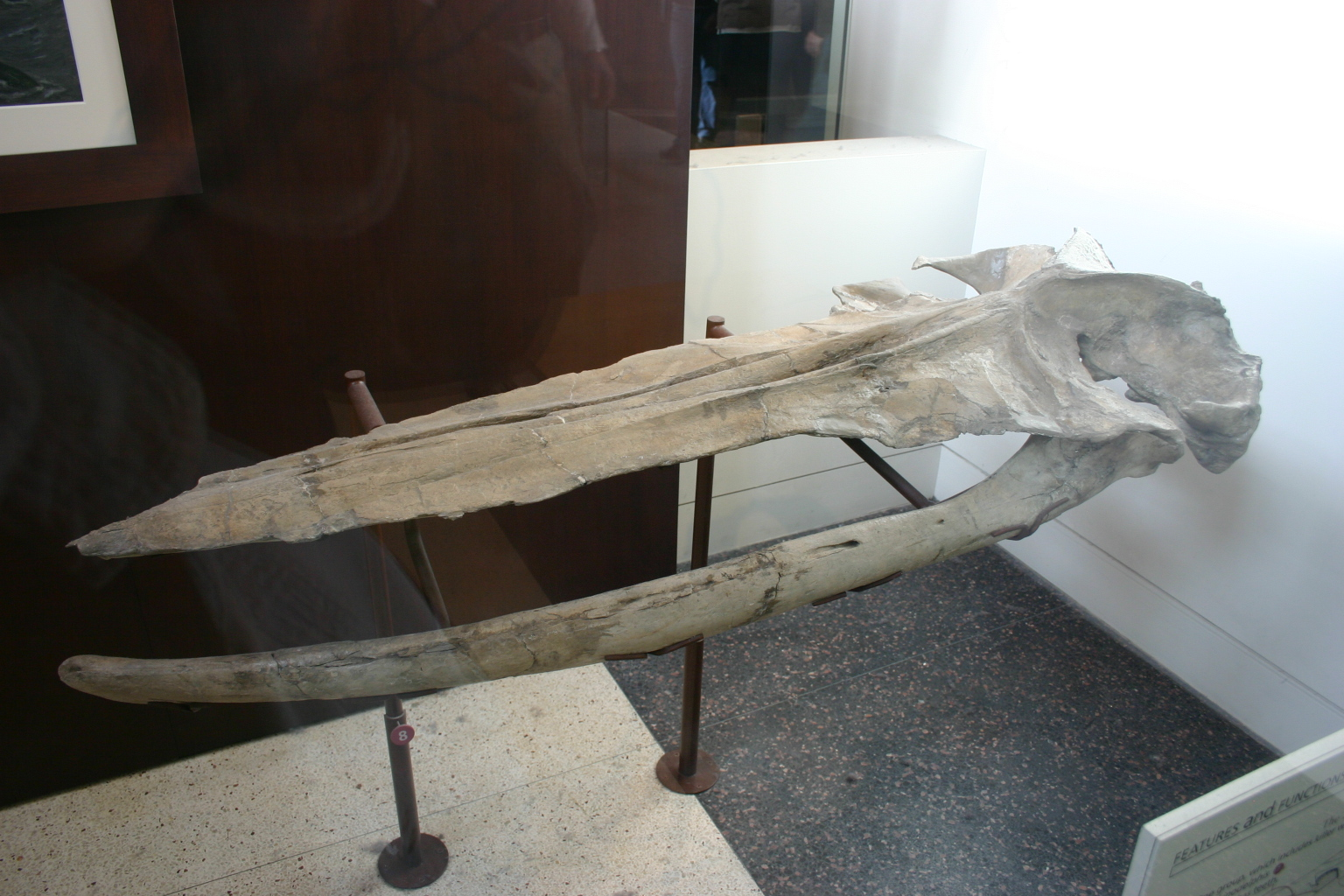
Crâne de Parietobalaena palmeri

- Brandtocetus
- Cephalotropis
- Cetotherium
- Eucetotherium
- Herentalia
- Herpetocetus
- Hibacetus[9]
- Joumocetus[10]
- Kurdalagonus
- Metopocetus
- Mithridatocetus
- NannocetusCrâne de Parietobalaena palmeri
- Otradnocetus
- Piscobalaena[11]
- Titanocetus[12]
- Vampalus
- Zygiocetus[13]

##### Super-famille desBalaenopteroidea

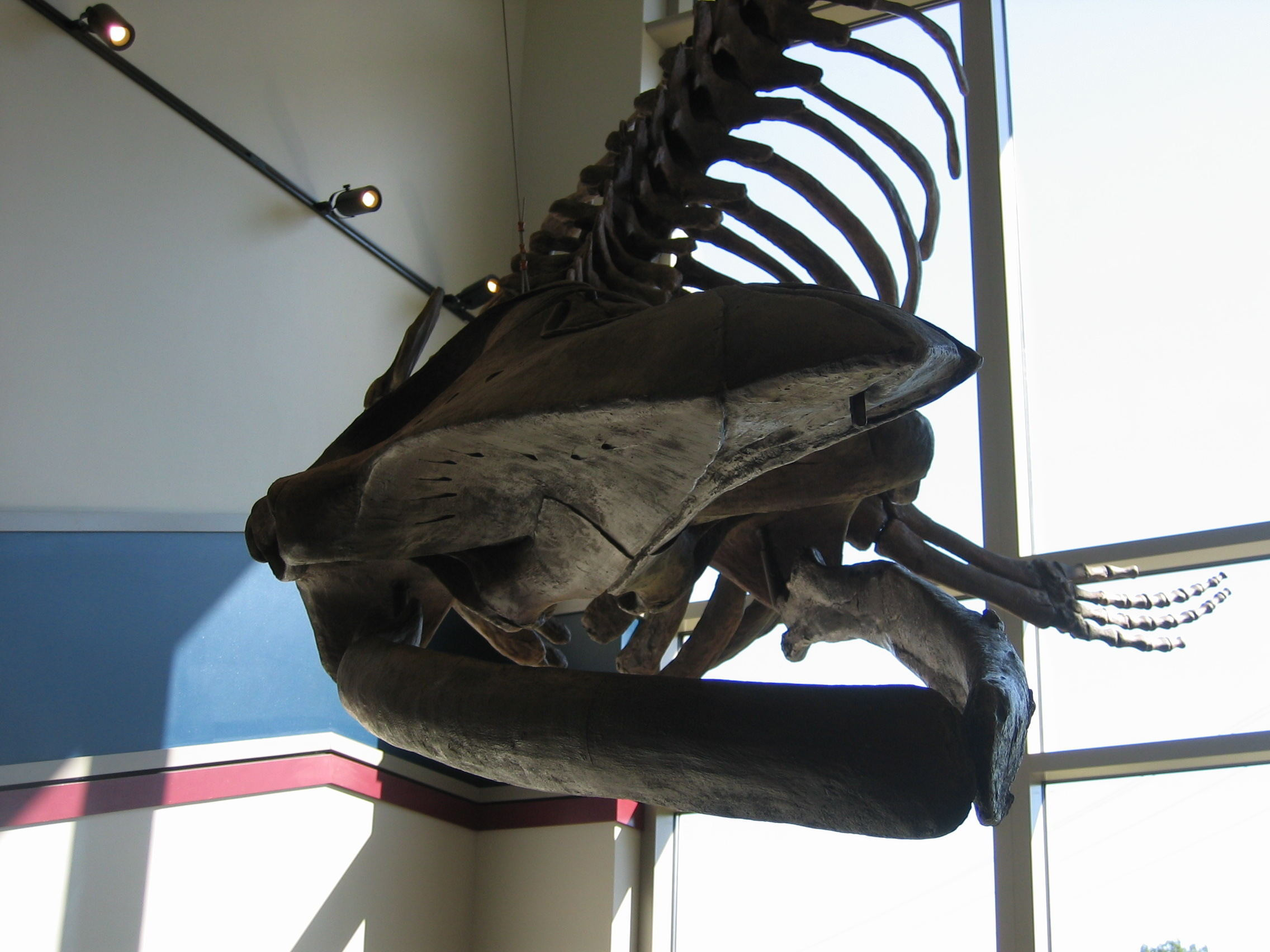
Squelette d'Eobalaenoptera

- Eobalaenoptera
- Mauicetus
- Tiphyocetus

###### Famille desAglaocetidae
(Miocène au Pliocène)
- Aglaocetus
- Isanacetus
- Pinocetus

###### Famille desBalaenopteridae
(Miocène à Actuel)
- Archaebalaenoptera
- Balaenoptera (extant)
  - Balaenoptera bertae[14]
  - Balaenoptera cephalus
  - Balaenoptera colcloughi
  - Balaenoptera davidsonii
  - Balaenoptera siberi
  - Balaenoptera sursiplana
  - Balaenoptera taiwanica
- "Balaenoptera" cortesii
- "Balaenoptera" portisi
- "Balaenoptera" ryani
- Burtinopsis
- Cetotheriophanes
- Fragilicetus[15]
- Incakujira
- Parabalaenoptera
- Plesiobalaenoptera
- Plesiocetus
- Praemegaptera
- Protororqualus

###### Famille desDiorocetidae
(Miocène à Pliocène)
- Amphicetus
- Diorocetus
- Plesiocetopsis
- Thinocetus
- Uranocetus

###### Famille desEschrichtiidae
(Miocène à Actuel)
- Archaeschrichtius
- Eschrichtioides
- Gricetoides
- Megapteropsis

###### Famille desPelocetidae
(Miocène)
- Cophocetus
- Parietobalaena
- Pelocetus

###### Famille desTranatocetidae
- Mesocetus
- Mixocetus[16]
- Tranatocetus

##### Familleincertae sedis
- Coronodon[17]
- Halicetus
- Horopeta
- Imerocetus (Late Miocene; Chaeomysticeti)
- Mioceta (nomen dubium)
- Piscocetus (Pliocene; Chaeomysticeti)
- Siphonocetus (nomen dubium)
- Sitsqwayk[18]
- Tretulias (nomen dubium)
- Ulias (nomen dubium)
- Whakakai[19]

## Sous-ordre desOdontoceti

### Formesbasales

#### Famille desAgorophiidae
(Oligocène supérieur)
- Agorophius

#### Famille desAshleycetidae
(Oligocène inférieur)
- Ashleycetus

#### Famille desMirocetidae
(Oligocène inférieur)
- Mirocetus

#### Famille desPatriocetidae
(Oligocène au Miocene inférieur )
- Patriocetus

#### Famille desSimocetidae
(Oligocène supérieur)
- Simocetus

#### Famille desXenorophidae
(Oligocène)
- Albertocetus
- Archaeodelphis
- Cotylocara
- Echovenator[20]
- Xenorophus

### Super-famille desSqualodontoidea

#### Famille desDalpiazinidae
(Oligocène supérieur à Miocène)
- Dalpiazina

#### Famille desProsqualodontidae
(Oligocène à Miocène)
- Parasqualodon[21]
- Prosqualodon

#### Famille desSqualodontidae
(Oligocène à Pliocène)
- Austrosqualodon
- Eosqualodon
- Macrophoca
- Pachyodon
- Phoberodon
- Squalodon (syn. Kelloggia, Rhizoprion, Crenidelphinus, Arionius, Phocodon)
- Smilocamptus
- Tangaroasaurus

### Super-famille desPhyseteroidea

#### Famille desKogiidae
(Miocène à Actuel)
- Aprixokogia
  - "Aprixokogia kelloggi"
- Kogia (extant)
  - Kogia pusilla
- Nanokogia
- Praekogia
- Scaphokogia
- Thalassocetus
- "Kogiopsis"
- ”Koristocetus"

#### Famille desPhyseteridae
- Aulophyseter
- Diaphorocetus
- Ferecetotherium
- Idiophyseter
- Idiorophus
- Orycterocetus
- Physeterula
- Placoziphius
- Preaulophyseter

#### Familleincertae sedis
- Acrophyseter
- Albicetus
- Brygmophyseter
- Eudelphis
- Helvicetus (nomen dubium)
- Hoplocetus (nomen dubium)
- Kogiopsis
- Livyatan[22]
- Miokogia (nomen dubium)
- Paleophoca (nomen dubium)
- Placoziphius
- Prophyseter (nomen dubium)
- Scaldicetus (nomen dubium)
- Zygophyseter

### Super-famille des «Eurhinodelphinoidea»

#### Famille desArgyrocetidae
(Oligocène supérieur à Miocène inférieur)
- Argyrocetus
- Chilcacetus
- Macrodelphinus

#### Famille desEoplatanistidae
(Miocène)
- Eoplatanista

#### Famille desEurhinodelphinidae

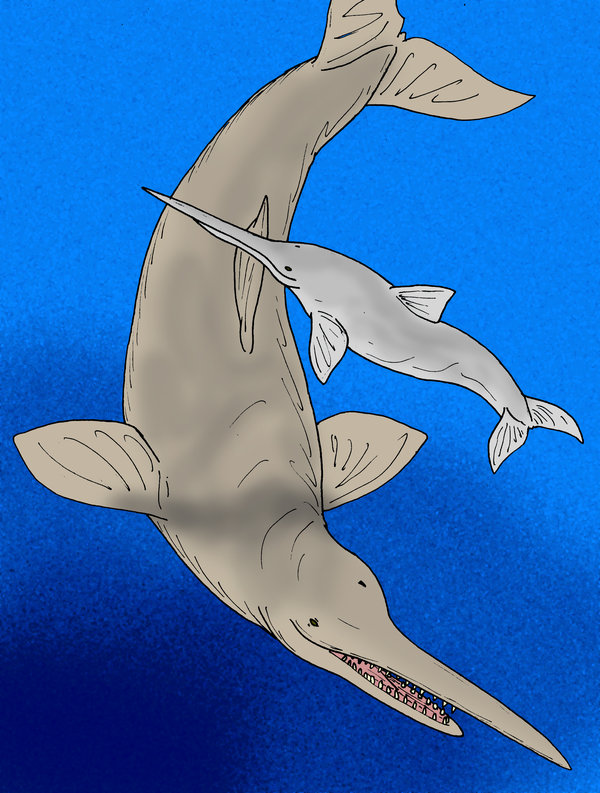
Macrodelphinus et Eurhinodelphis

(Miocène moyen au Pliocène)
- Ceterhinops
- Eurhinodelphis
- Iniopsis
- Mycteriacetus
- Phocaenopsis
- Schizodelphis
- Vanbreenia
- Xiphiacetus
- Ziphiodelphis

### Super-famille desPlatanistoidea
- Awamokoa[23]

#### Famille desAllodelphinidae

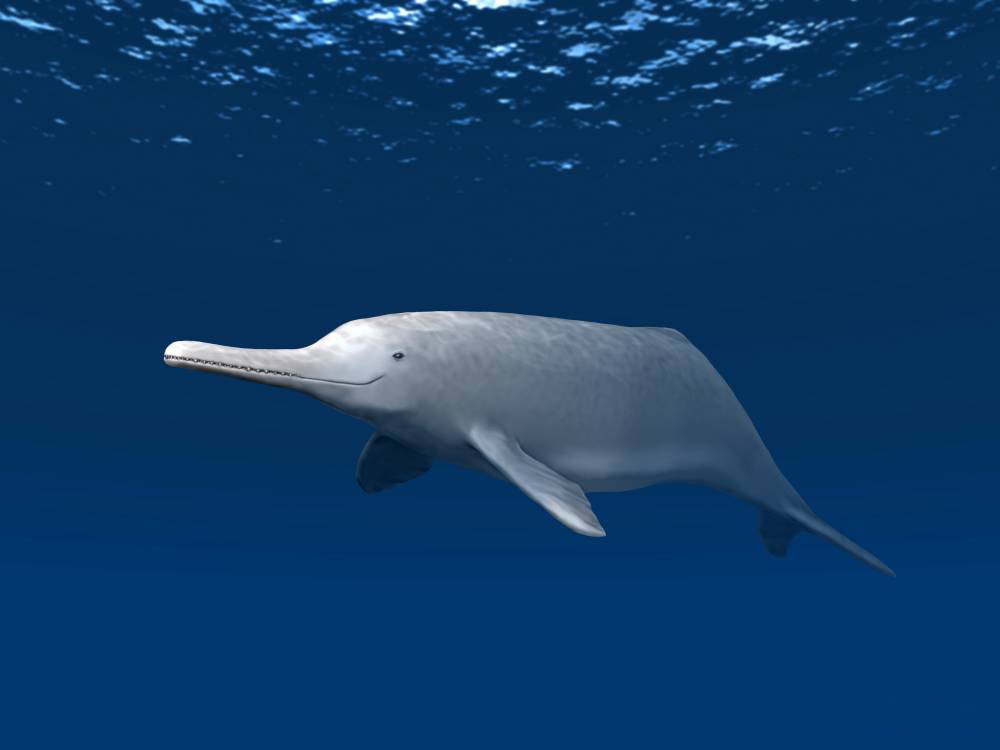
Arktocara yakataga, (reconstitution).

(Miocène inférieur à moyen)
- Allodelphis
- Arktocara
- Goedertius[24]
- Ninjadelphis[24]
- Zarhinocetus

#### Famille desPlatanistidae
(Miocène à Actuel)
- Araeodelphis
- Dilophodelphis
- Pachyacanthus
- Pomatodelphis
- Prepomatodelphis
- Zarhachis

#### Famille desSqualodelphinidae
(Miocène inférieur à supérieur)
- Huaridelphis[25]
- Medocinia
- Notocetus
- Phocageneus
- Squalodelphis

#### Famille desWaipatiidae
- Otekaikea
- Papahu[26]
- Sachalinocetus
- Sulakocetus
- Waipatia

### Super-famille desZiphioidea

#### Famille desSqualoziphiidae
(Miocène inférieur)
- Squaloziphius

#### Famille desZiphiidae
(Miocène à Actuel)
- Formes basales
  - Aporotus
  - Beneziphius
  - Chavinziphius
  - Chimuziphius
  - Choneziphius
  - Dagonodum
  - Globicetus
  - Imocetus
  - Messapicetus
  - Ninoziphius
  - Notoziphius
  - Tusciziphius
  - Ziphirostrum
- Sous-famille des Berardiinae
  - Archaeoziphius
  - Microberardius
- Sous-famille des Hyperoodontinae
  - Africanacetus
  - Ihlengesi
  - Khoikhoicetus
  - Mesoplodon (extant)
    - Mesoplodon posti[27]
    - Mesoplodon slangkopi

  - Nenga
  - Pterocetus
  - Xhosacetus
- Sous-famille des Ziphiinae
  - Caviziphius
  - Izikoziphius
  - Nazcacetus
- Sous-famille incertae sedis
  - Anoplonassa
  - Belemnoziphius
  - Cetorhynchus
  - Eboroziphius
  - Pelycorhamphus

### Clade desDelphinida

#### Super-famille desDelphinoidea

##### Famille desAlbireonidae
(Miocène à Pliocène)
- Albireo

##### Famille desDelphinidae

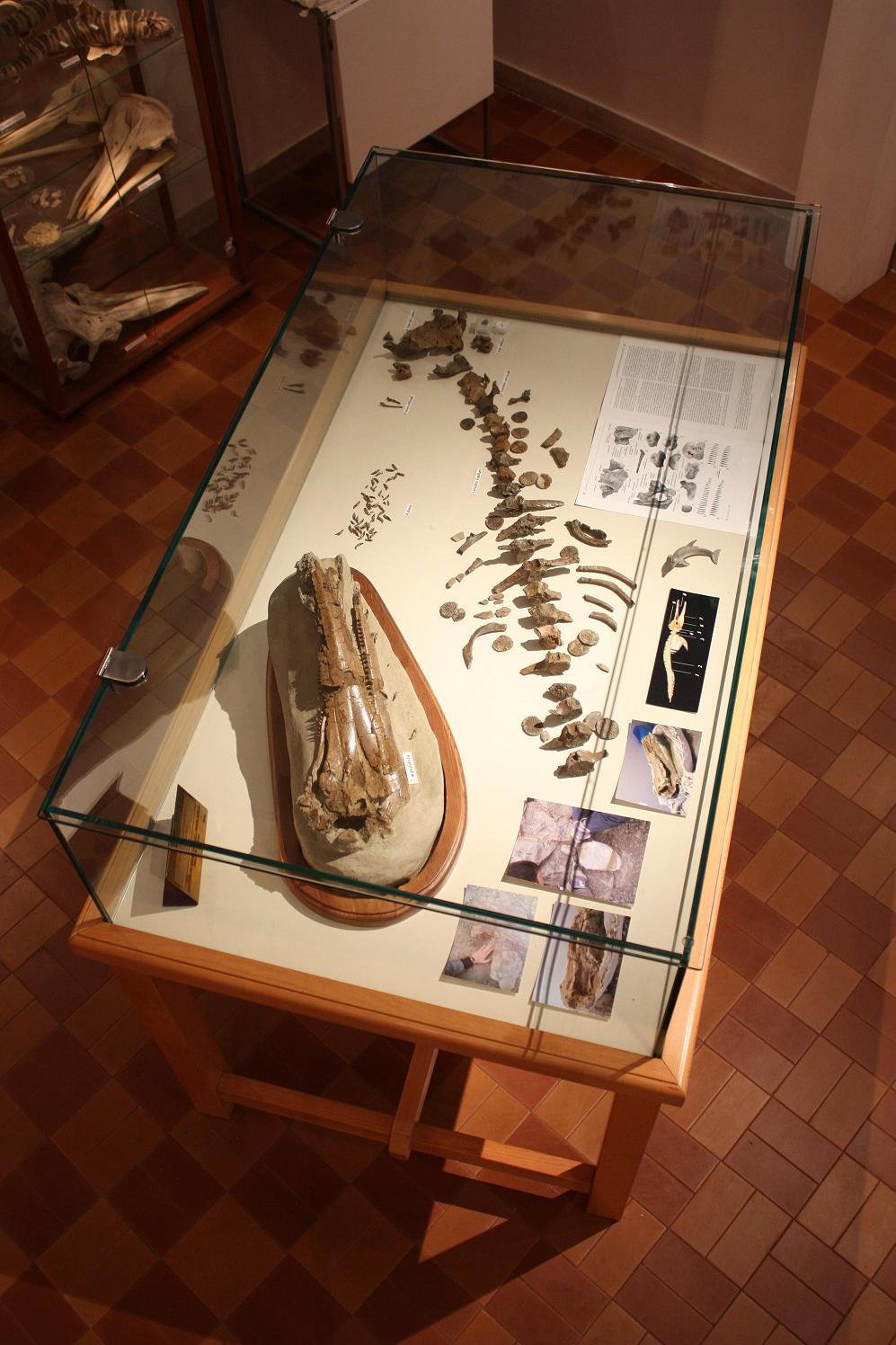
Etruridelphis giulii.

(Oligocène à Actuel)
- Arimidelphis
- Astadelphis
- Australodelphis
- Delphinus (actuel)
  - Delphinus domeykoi
- Eodelphinus
- Etruridelphis
- Hemisyntrachelus
- Lagenorhynchus (actuel)
  - Lagenorhynchus harmatuki
- Orcinus (actuel)
  - Orcinus citoniensis
  - Orcinus paleorca
- Platalearostrum[28]
- Protoglobicephala
- Pseudorca (actuel)
  - Pseudorca yokoyamai
- Septidelphis[29]
- Sinanodelphis
- Stenella (actuel)
  - Stenella rayi
- Tursiops (actuel)
  - Tursiops osennae

##### Famille des «Kentriodontidae»

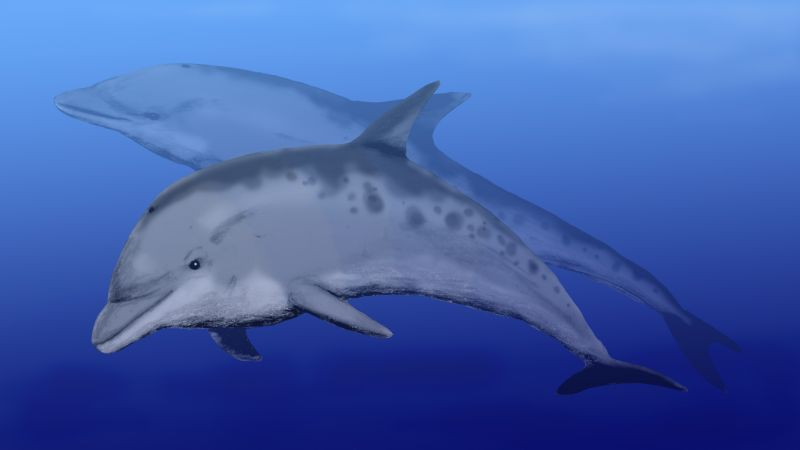
Kentriodon (reconstitution).

(Miocène inférieur à moyen)
- Atocetus
- Belonodelphis
- Hadrodelphis
- Kentriodon
- Lamprolithax
- Leptodelphis
- Liolithax
- Lophocetus
- Loxolithax
- Nannolithax
- Macrokentriodon
- Microphocaena
- Pithanodelphis
- Rudicetus
- Sarmatodelphis
- Sophianacetus
- Tagicetus

##### Famille desMonodontidae
(Miocène à Pliocène)
- Bohaskaia
- Denebola

##### Famille desOdobenocetopsidae

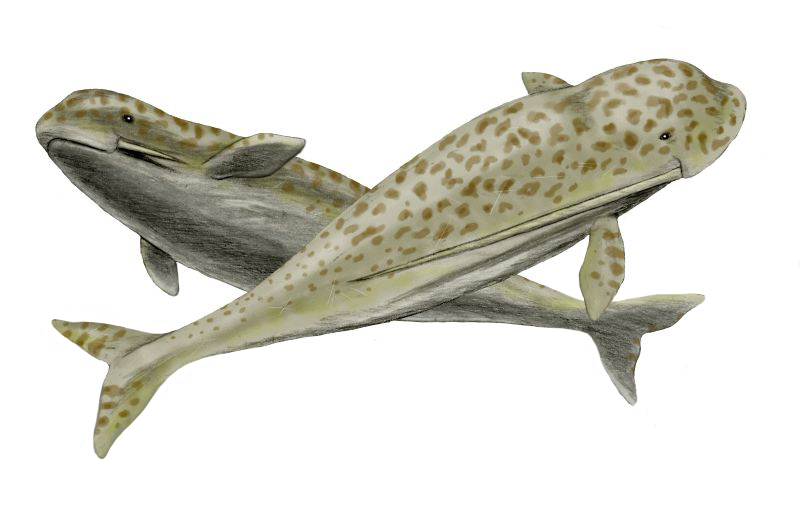
Odobenocetops (reconstitution).

(Pliocène)
- Odobenocetops

##### Famille desPhocoenidae
(Miocène à Actuel)
- Archaeophocaena
- Australithax
- Brabocetus
- Haborophocoena
- Lomacetus
- Miophocaena
- Numataphocoena
- Piscolithax
- Pterophocaena
- Salumiphocaena
- Semirostrum[30]
- Septemtriocetus

##### Familleincertae sedis
- Anacharsis
- Delphinavus
- Graamocetus
- Miodelphis
- Oedolithax
- Oligodelphis
- Palaeophocaena
- Platylithax
- Prionodelphis
- Protodelphinus

#### Super-famille desInioidea
- Awadelphis
- Brujadelphis[31]
- Incacetus
- Kampholophos

##### Famille desIniidae
- Goniodelphis
- Hesperoinia
- Ischyrorhynchus
- Isthminia
- Meherrinia
- Saurocetes

##### Famille desPontoporiidae
(Miocène moyen à Actuel)
- Auroracetus
- Brachydelphis
- Pliopontos
- Pontistes
- Protophocaena
- Stenasodelphis

#### Super-famille desLipotoidea

##### Famille desLipotidae
(Miocène à Actuel)
- Parapontoporia

#### Super-familleincertae sedis
- Delphinodon
- Heterodelphis

### Familleincertae sedis
- Acrodelphis
- Agriocetus
- Atropatenocetus (Oligocène)
- Champsodelphis
- Hesperocetus
- Imerodelphis (Miocène)
- Kharthlidelphis
- Lonchodelphis
- Macrochirifer
- Microcetus
- Microsqualodon
- Microzeuglodon
- Neosqualodon
- Pelodelphis
- Rhabdosteus (nomen dubium)
- Saurocetus (Oligocène)